# Stenophragma intermedia
Stenophragma intermedia är en tvåvingeart som beskrevs av Edwards 1940. Stenophragma intermedia ingår i släktet Stenophragma och familjen svampmyggor. Inga underarter finns listade i Catalogue of Life.